# طرخشقون وافر
طرخشقون وافر (باللاتينية: Taraxacum vulgum ) هو نوع نباتي يتبع جنس الطرخشقون من القبيلة الشيكورية.